# 黄志刚
黄志刚，原名黄建瑞（1916年—2009年），中华人民共和国政治人物。
早年毕业于山西省立第五中学。1941年，供职于晋绥边区第二中学任总支书记。1949年，任兴县地委书记。1952年，改任临汾地委书记。1954年，任山西省省委宣传部长。1960年，调任中共中央华北局宣传部长。1975年，任太原市委第一书记。1978年，调任天津市委第二书记。1980年，升任天津市政协主席。